# Az otthon melege
Az otthon melege (eredeti cím: Welcome Home) 2018-ban bemutatott amerikai filmthriller-dráma, melyet David Levinson forgatókönyvéből George Ratliff rendezett. A főbb szerepekben Aaron Paul és Emily Ratajkowski látható.
Az Amerikai Egyesült Államokban 2018. november 16-án mutatták be, vegyes kritikai értékelés mellett.

## Cselekmény
Bryan és Cassie romantikus villát bérelnek Umbriában. Nem sokkal megérkezésük után Cassie megismerkedik a kedves, jóképű Federicóval. Bryan féltékeny lesz Federico jó megjelenésére és elbűvölő személyiségére, ám Cassie-t felzaklatja párja bizalmatlansága. Federico ezt a féltékenységet kihasználva manipulálja és készteti a pár tagjait veszekedésre. Bryan és Cassie egyre veszélyesebb erotikus macska-egér játékban találják magukat.
Rájönnek, hogy Frederico tükrök mögül, valamint más rejtett kamerákon keresztül figyelte őket a házban. A férfi végig játszott velük, végül Cassie  megöli őt egy sétapálcával. Nem sokkal később a ház tulajdonosa, Eduardo (Frederico társa) is megérkezik, megnézi a felvételeket a rejtett helyiségben és ezután fegyvert szegez Bryanre. A rémült Cassie megvédi barátját és megszúrja Eduardót egy rögtönzött késsel, Bryan pedig a saját fegyverével lelövi őt. Ezt követően a pár elégeti az összes róluk, valamint más emberekről készült felvételt. Megfogadják egymásnak, hogy a gyilkosságot soha senkinek nem mondják el. Ám ahogy a holttesteket eltemetik a ház mögött, egy kerti törpe szemébe rejtett kamera rögzíti az eseményt, így szemtanúk az egész világon értesülnek a gyilkosságokról.

## Szereplők
| Szereplő       | Színész              | Magyar hang       |
| -------------- | -------------------- | ----------------- |
| Bryan Palmer   | Aaron Paul           | Zámbori Soma      |
| Cassie Ryerson | Emily Ratajkowski    | Györfi Anna       |
| Frederico      | Riccardo Scamarcio   | Crespo Rodrigo    |
| Eduardo        | Francesco Acquaroli  | Jakab Csaba       |
| Isabella       | Alice Bellagamba     | Csuha Borbála     |
| Alessandra     | Katy Louise Saunders | Sipos Eszter Anna |

## A film készítése
Paul és Ratajkowski 2017 áprilisában csatlakoztak a filmhez, mint főszereplők.
Eredetileg 2018. szeptember 7-én adták volna ki a filmet, de végül november 12-én jelent meg. A film első előzetesét 2018. október 4-én tették közzé.

## Fogadtatás
A Metacritic oldalán a film értékelése 38% a 100-ból, négy vélemény alapján. A Rotten Tomatoeson az Otthon melege 14%-os minősítést kapott, hét értékelést összegezve.

## Fordítás
- Ez a szócikk részben vagy egészben  a   Welcome Home (2018 film) című angol Wikipédia-szócikk ezen változatának fordításán alapul.  Az eredeti cikk szerkesztőit annak laptörténete sorolja fel. Ez a jelzés csupán a megfogalmazás eredetét és a szerzői jogokat jelzi, nem szolgál a cikkben szereplő információk forrásmegjelöléseként.